# Smilax hemsleyana
Smilax hemsleyana är en enhjärtbladig växtart som beskrevs av William Grant Craib. Smilax hemsleyana ingår i släktet Smilax och familjen Smilacaceae. Inga underarter finns listade.